# 12931 Маріо
12931 Маріо (12931 Mario) — астероїд головного поясу, відкритий 7 жовтня 1999 року.
Тіссеранів параметр щодо Юпітера — 3,360.